# Arsenije Sremac

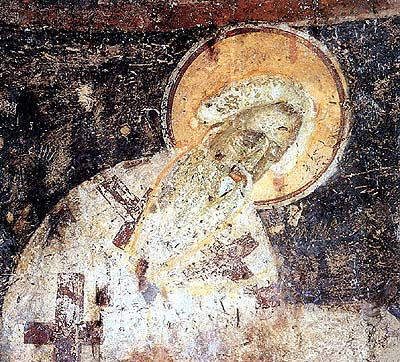
Erzbischof Arsenije Sremac, Kirche der Heiligen Apostel, Peja.

Arsenije Sremac (Арсеније Сремац, * 1219 in Dabar bei Stari Slankamen; † 28. Oktober 1266) war von 1233 bis 1263 der zweite Erzbischof der Serbischen Orthodoxen Kirche. 
Zur Zeit von Arsenijes Geburt gehörte das Dorf, in dem er aufwuchs, zum Königreich Syrmien. Das genaue Geburtsdatum ist unbekannt. Er wurde ein Schüler und Synkellos des Sava von Serbien, dem er im Amt nachfolgte. 1253 verlegte Arsenijes den Sitz seines Klosters in den heutigen Kosovo.
Seine Reliquien werden heute in Montenegro verwahrt. Sein Festtag ist der 28. Oktober, der nach julianischer Kalenderrechnung derzeit auf den 10. November des Gregorianischen Kalenders fällt.